# 錫科尼察河
锡科尼察河（烏克蘭語：Сікониця），是烏克蘭的河流，位於該國西部利沃夫州，屬於錫奇納河的右支流，發源自小迪布羅瓦東南面，流經亞沃里夫區，河道全長16公里，流域面積50平方公里。